# Billie Jean
"Billie Jean" är en låt av Michael Jackson och den andra singeln från albumet Thriller från 1982. Låten är skriven av Michael Jackson själv och producerad av Quincy Jones. Den fick senare två Grammy Awards.

## Låten
Låten är baserad på en verklig händelse i Michael Jacksons liv från början av 1980-talet, då en kvinna förföljde honom och påstod att han var pappan till hennes barn. Refrängen i låten går:
"Billie Jean is not my lover,
she's just a girl who claims that I am the one,
but the kid is not my son".
Michael Jackson började skriva låten i sitt hem i Hayvenhurst på hösten 1981. När han visade låten för sin producent Quincy Jones så hade Jones lite problem med låtens titel och på låtens långa intro. Han var rädd för att publiken skulle tro att Michael sjöng om tennisstjärnan Billie Jean King, och ville byta namn på den till "Not My Lover". Michael Jackson ville dock behålla titeln och hävdade att det långa introt gjorde att han ville dansa. Dessa argument gick hem, och både introt och titeln behölls.
Med hjälp av Michael Jacksons solouppträdande på Motown 25th Anniversary 1983, blev låten oerhört populär. Låten gick in på förstaplatsen och den sålde senare över 2 miljoner exemplar, vilket gör den till en av Michael Jacksons mest sålda singlar. Uppträdandet spelades in och visades några månader senare på TV, och sågs då av 47 miljoner tittare. Företrädare för Motown Records menar att Michael Jackson nådde en ny slags publik den här kvällen. Hans bror Jermaine har dessutom sagt att dansen under framträdandet var helt improviserad. Det var under just det här numret som den numera välkända moonwalk-dansen först introducerades för den breda allmänheten.

## Låtlista

### 7" singel
Sid A: Billie Jean - 4:57

Sid B: It's The Falling In Love 3:48

### Maxisingel
Sid A: Billie Jean (Long version) - 6:20

Sid B: Billie Jean (Long version, instrumental) - 6:20

## Musikvideon
Videon till låten, regisserad av Steve Barron, är löst baserat på låten. Michael Jackson ville ha en danssektion i låten, därför la de till delen där Jackson går längs en lång väg och passerar en stor reklamskylt. Det är den enda delen som Michael bidrog med. Jackson spelar sig själv i låten och var han än går så lyser marken, och allt han rör vid, upp, vilket ska demonstrera hans popularitet och att han är väldigt känd. En man i en rock, förmodligen en journalist, förföljer honom för att få en bild av honom och hans påstådda älskarinna, men varje gång han ska ta foto så försvinner Jackson.